# Tangled Threads (film 1913)
Tangled Threads è un cortometraggio muto del 1913 diretto da Robert Thornby. Il soggetto del film è firmato dalla sceneggiatrice Mary H. O'Connor che è anche sorella di una delle interpreti, Loyola O'Connor.

## Produzione
Il film fu prodotto dalla Vitagraph Company of America.

## Distribuzione
Distribuito dalla General Film Company, il film - un cortometraggio in una bobina - uscì nelle sale cinematografiche statunitensi il 17 novembre 1913.